# Tarjeta sin contacto

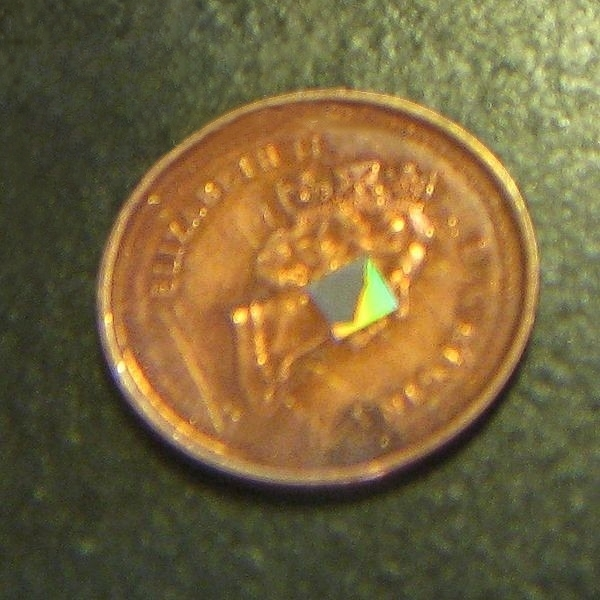
Comparación de la medida del chip RFID comparado con un penny canadiense.

La tarjeta sin contacto o smartcard sin contactos, es una smartcard que utiliza algún tipo de tecnología RFID para interactuar con dispositivos compatibles con  esta tecnología que los permite leer y escribir datos contenidos dentro de la propia tarjeta.

## Ámbitos de aplicación
Las smartcard  sin contacto están presentes en los sistemas de bitlletatge electrónico utilizados en varios ámbitos del transporte público, y últimamente también en algunas tarjetas de débito y crédito como las VISA y Mastercard.

## Tipologías
Entre las tipologías más difundidas de las smartcard sin contacto hay las que utilizan la tecnología Mifare o la tecnología Calypso, normas ISO 14443A y 14443B. Al entorno Asia/Pacífico, tiene una grande ifusió la tecnología Sony FeliCa.

## Seguridad
La seguridad generalmente queda garantizada mediante la utilización de una clave criptográfica contenida dentro de la smartcard, que se tiene que corresponder con la contenida dentro de la validadora (en los medios de transporte) o dentro del datáfono (en los medios de pago) y que suele estar memorizada físicamente en el interior de un Módulo SAM.